# Klemm Kl 26
Die Klemm Kl 26 war ein ziviles Schul- und Sportflugzeug der deutschen Leichtflugzeugbau Klemm GmbH.

## Geschichte
Die Klemm Kl 26 entstand aus der Klemm Kl 25, um die Nachfrage nach leistungsstärkeren Leichtflugzeugen abzudecken und bei Wettbewerben mit leistungsstärkeren Wettbewerbern konkurrieren zu können. Die Initiative für eine leistungsstärkere Kl-25-Variante ging auf Robert Lusser zurück. Da Hanns Klemm die Klemm Kl 25 aber als unteres Einstiegsmuster für das kostengünstige Leichtflugzeug erhalten wollte, erfolgte die Entwicklung leistungsstärkerer Varianten unter der neuen Typenbezeichnung Klemm L26, die sich in erster Linie rumpfseitig von der Klemm L25 unterschied.
Bis Juli 1929 entstanden in Böblingen zwei Prototypen mit unterschiedlicher Motorisierung. Die WNr. 140, D-1715 wurde mit einem 88 PS starken Siemens Sh13 als Klemm L26II fertiggestellt, während die WNr. 141, D-1716 mit einem 95 PS starken, englischen Blackburn Cirrus Minor ausgerüstet wurde. Während der Blackburn-Motor für den englischen Markt bestimmt war, wurde die Klemm L26 standardmäßig mit dem Siemens-Motor angeboten.
In den USA übernahm der US-amerikanische Lizenzpartner Aeromarine-Klemm Corporation die Pläne der Klemm L26 und konstruierte diese für den US-amerikanischen Markt mit einem leistungsstarken Boland-Motor unter der Bezeichnung Aeromarine-Klemm AKL26 um. Bis zur Insolvenz des Unternehmens in der Weltwirtschaftskrise entstanden in den USA zwischen 1929 und 1930 etwa 50 AKL26.
Nachdem das Wettbewerbsflugzeug Klemm L25E mit dem 120 PS starken Argus As 8 beim Europa-Rundflug 1930 erfolgreich abgeschnitten hatte, übernahm Lusser diesen Motor Ende 1930 als zweite Motorvariante in die Klemm L26V für die Serienfertigung.
Wie bei der Klemm L25 entstand auch bei der Klemm L26 eine dreisitzige Variante mit einem um 20 cm vergrößerten Cockpitraum. Der Prototyp der Klemm VL26V mit einem Argus As 8 flog erstmals im Juli 1931.
Eine grundlegende Überarbeitung der Klemm L26 erfolgte 1932. Die frühen Klemm L26 erhielten daraufhin rückwirkend die Bezeichnung Klemm L26a. Die überarbeitete, neue Konstruktion erhielt in Anlehnung an die zur gleichen Zeit in Überarbeitung befindliche Klemm L25c die Bezeichnung Klemm L26c. Eine Klemm L26b gab es nicht.
Nachdem Robert Lusser das Unternehmen 1932 verlassen hatte und die Klemm L25c mit stärkeren Motoren zur Verfügung stand, endete im November 1933 die Fertigung der L26c. Einige Einzelexemplare wurden noch bis 1935 fertiggestellt.

## Konstruktion
Der Einbau größerer und leistungsstärkerer Motore erforderte einen grundsätzlichen Eingriff in die ursprüngliche L25-Rumpfstruktur. Lusser gestaltete den Rumpf für die Aufnahme großer Motore breiter, womit gleichzeitig auch der gesamte Cockpitbereich verbreitert wurde. Zwischen den beiden Pilotensitzen sah Lusser den Einbau eines Gepäckraums vor, wodurch sich der Abstand der Sitze und die Rumpflänge deutlich vergrößerte. Tragflächen und Leitwerk wurden weitgehend von der Klemm L25 übernommen. Die Leermasse der Klemm L26II erhöhte sich mit dem Siemens-Motor um 100 kg gegenüber einer Klemm L25I mit Salmson-Motor. Gleichzeitig konnte aber auch die Startmasse um 140 kg angehoben werden, wodurch der Einbau größerer Tanks für Reichweiten bis zu 800 km möglich war. Die Reisegeschwindigkeit der Klemm L26II erhöhte sich auf 140 km/h.

## Serienfertigung
Der Serienbau der Klemm L26II mit Siemens Sh13 lief Ende 1929 im Klemmwerk in Böblingen an. Die ersten Kundenauslieferungen erfolgten im März 1930. Ab November 1930 standen Kunden der Klemm L26 der kleinere Siemens Sh13 oder der leistungsstärkere Argus As8 aus der Serienfertigung zur Verfügung. Die dreisitzige Klemm VL26V mit dem 120 PS starken Argus As 8 wurde seit Juli 1931 gebaut.
Die Serienfertigung der Klemm L26a lief bereits im Mai 1932 nach etwa 110 gebauten Exemplaren aus. Erst im Januar 1933 erfolgte die erste Auslieferung des überarbeiteten Musters Klemm L26c. Bereits im November 1933 wurde die Serienfertigung der Klemm L26c nach etwa 50 gebauten Flugzeugen wieder eingestellt. Einige Einzelexemplare wurden noch bis 1935 gebaut. Weitere 8 Klemm L26s entstanden ebenfalls 1933. Insgesamt wurden zwischen 1929 und 1935 damit etwa 170 Klemm L26 gebaut.
Ausgeliefert wurden die Klemm L26 nach Deutschland, England, in die Schweiz und ins Saarland.

## Rekorde und Wettbewerbe

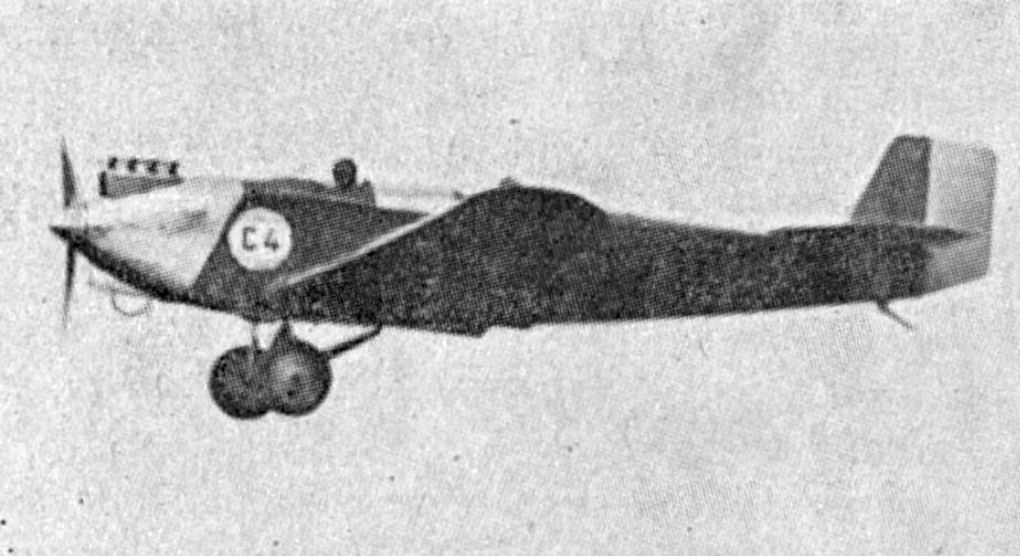
Klemm L 26, WNr. 140, D-1715 beim Europaflug 1929 mit Kirsch

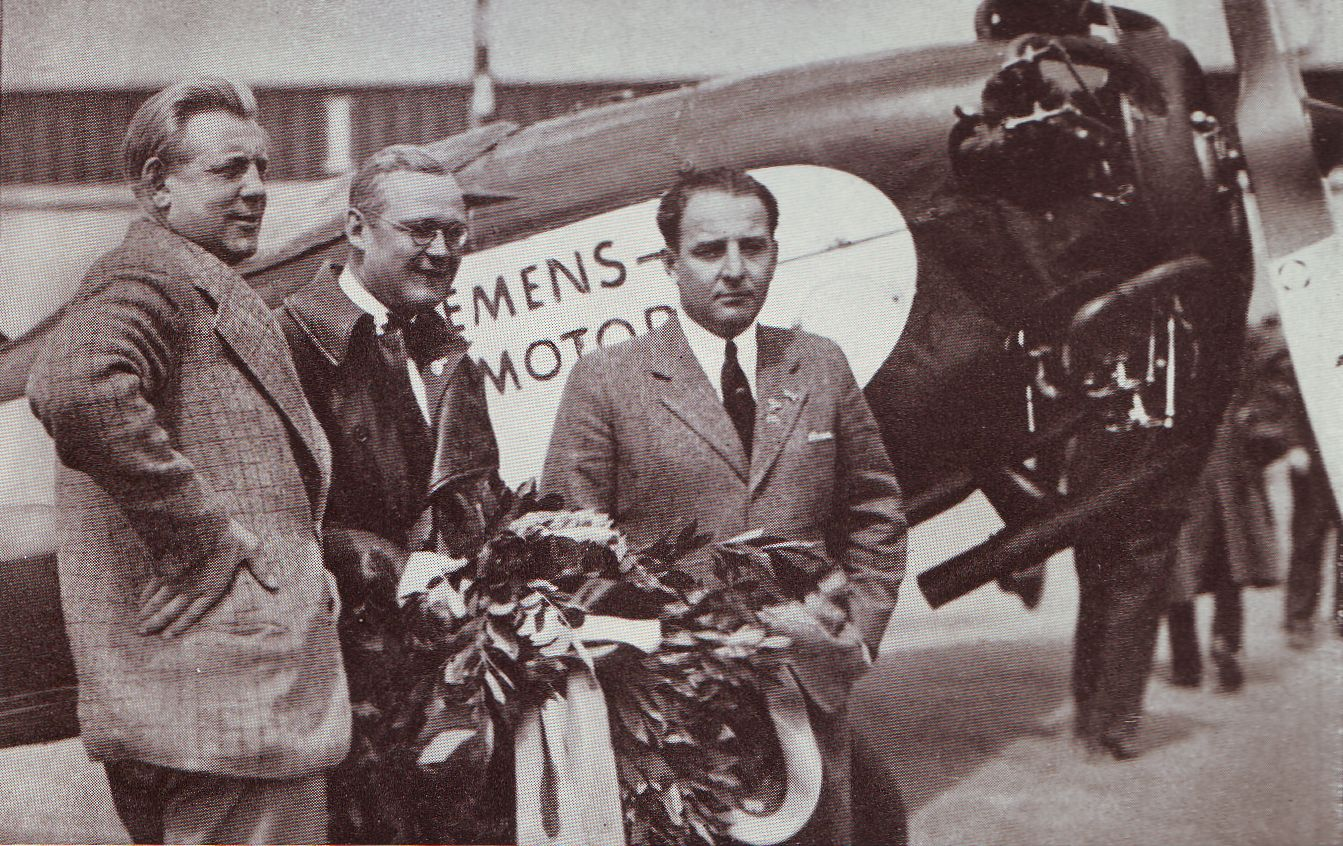
Karl Schwabe, L26aII, WNr. 376 nach dem Ostafrikaflug 1933

Während die Klemm L25 in den ersten Jahren ausschließlich in den unteren Wettbewerbsklassen zu sehen war, konnte Lusser mit der Klemm L26 ab 1929 auch in leistungsstärkeren Klassen antreten. Neben der Teilnahme an Wettbewerbsflügen fand die Klemm L26 auch bei Langstrecken-Rekordflügen oder bei Expeditionsflügen großes Interesse:
- Europarundflug 1929, August 1929, L26III, WNr. 141, D-1716 mit Hagenmeyer und L26II, WNr. 140, D-1715 mit Kirsch, mit einem Ausfall und Platz 19 für Kirsch wenig überzeugend
- Damen-Kunstflugmeisterschaft, Mai 1930, L26II, WNr. 184, D-1798 mit Liesel Bach erringt Platz 1
- Europarundflug 1930, Juli 1930, L26aV, WNr. 141, D-1716 mit Lusser und L26II, WNr. 194, D-1773 mit Siebel, beide erneut enttäuschend mit Platz 13 (Lusser) und Platz 20 (Siebel)
- Giro Aereo D’Italia, Juli 1931, mit drei Klemm L26. Lusser belegt Platz 3, Siebel Platz 4 unter 37 Teilnehmern
- Deutschlandflug 1931, Aug. 1931, mit 17 Klemm L26. Oskar Dinort geht mit einer L26V als Sieger aus dem Luftrennen hervor. Kneipp belegt Platz 3, Liesel Bach Platz 4 mit Klemm L26
- Weltflug 1931, Dez. 1931, Elly Beinhorn mit L26V, WNr. 341, D-2160 über Persien, Indien, Siam, Batavia nach Australien und von Panama über Peru, Chile, Argentinien nach Brasilien
- Daressalam-Flug 1933, Feb. 1933, Karl Schwabe mit L26aII, WNr. 376, D-2228 von München über Kairo, Khartum, Entebbe, Nairobi nach Mombasa
- Deutschlandflug 1933, Aug. 1933, mit 5 Klemm L26cII siegt der Verband des Flugclubs aus Hannover, weitere drei L26 belegen Platz 6–8 unter 124 Teilnehmern

## Varianten
- L26aII – mit Siemens Sh13 (bis 1932 als L26II bezeichnet)
- L26aV – mit Argus As 8 (bis 1932 als L26V bezeichnet)
- VL26V – dreisitzig mit Argus As 8
- L26cII – Serienmodell ab 1933 mit Siemens Sh13
- L26cV – Serienmodell ab 1933 mit Argus As 8
- VL26cV – dreisitzig mit Argus As 8
- L26sf – Sonderbau mit kürzeren Tragflächen für DVL

## Technische Daten
| Kenngröße             | L26II                              | VL26cV                            |
| --------------------- | ---------------------------------- | --------------------------------- |
| Besatzung             | 1                                  | 1                                 |
| Passagiere            | 1                                  | 3                                 |
| Länge                 | 7,70 m                             | 7,70 m                            |
| Spannweite            | 13,0 m                             | 13,20 m                           |
| Höhe                  | 2,50 m                             | 2,80 m                            |
| Flügelfläche          | 20,0 m²                            | 20,30 m²                          |
| Flügelstreckung       | 8,5                                | 8,6                               |
| Leermasse             | 380 kg                             | 530 kg                            |
| max. Startmasse       | 620 kg                             | 900 kg                            |
| Reisegeschwindigkeit  | 140 km/h                           |                                   |
| Höchstgeschwindigkeit | 160 km/h                           |                                   |
| Dienstgipfelhöhe      | 4500 m                             |                                   |
| Reichweite            | 800 km                             |                                   |
| Triebwerke            | ein Siemens Sh13 mit 82 PS (60 kW) | Argus As 8 A-3 mit 88 kW (120 PS) |

## Verbleib

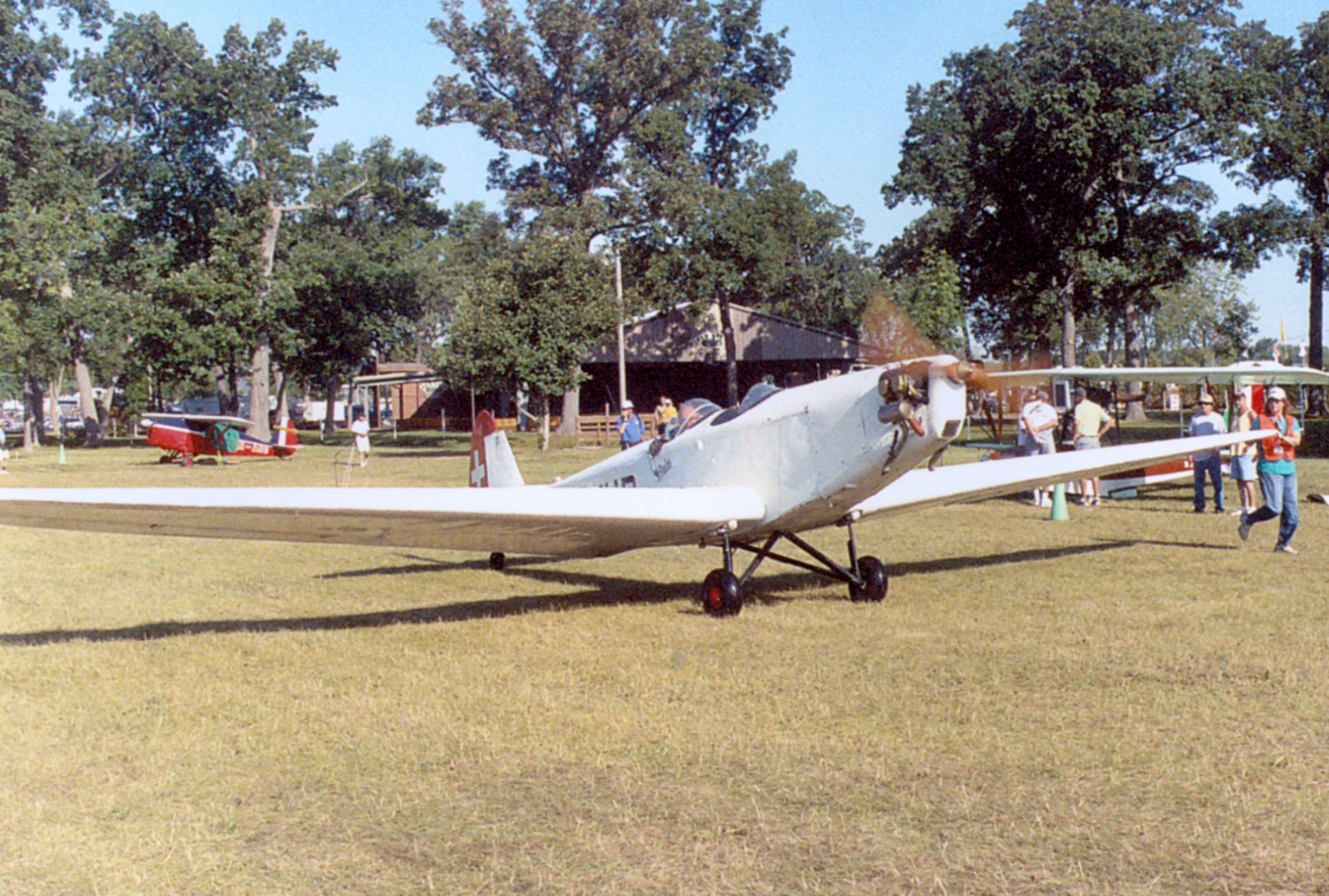
KLEMM L26, WNr. 796, VH-UUR mit Continental-Motor

Von den etwa 170 gebauten Klemm L26 existiert nur noch ein Exemplar in Australien:
- WNr. 796, VH-UUR, flugfähig in Privatbesitz in Gunderman

Ursprünglich wurde diese Maschine im Sept. 1934 an die Missions Verkehrs AG (MIVA) als Klemm L26aII ausgeliefert. Sie kam 1935 zur Missionsversorgung nach Neuguinea. Im Zweiten Weltkrieg wurde die Maschine nach Australien ausgeflogen und nach dem Krieg von mehreren Privatbesitzern betrieben. Bereits 1960 wurde der Siemens-Sh13-Motor gegen einen Continental O200 mit 100 PS getauscht. Später kam ein Continental C85 mit 85 PS zum Einsatz. Durch den Einbau der Continental-Motore weicht das Aussehen der Maschine stark von ihrem ursprünglichen Erscheinungsbild als L26aII ab.

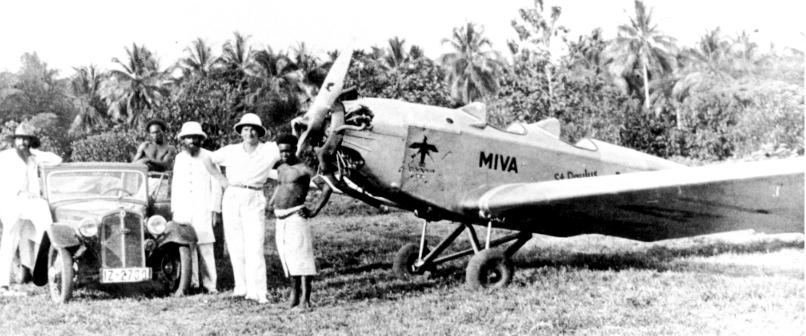
WNr. 796 als MIVA-Flugzeug